# コリーン - ハヴリーチクーフ・ブロド線
コリーン - ハヴリーチクーフ・ブロド線（チェコ語：Železniční trať Kolín – Havlíčkův Brod）は、チェコ国鉄の鉄道線の名称である。路線番号は230。
1869年から1870年にかけて、オーストリア北西部鉄道によって開業した。ウィーンとベルリンを結ぶ路線として開業した。その役割は後に010号線が担い、230号線はプラハとヴィソチナ県を結ぶ役割を主に担ってきたが、2021年春以降010号線の工事により、2023年6月まで、再びエルベ川流域（ドイツ東部・チェコ）とドナウ川流域（モラヴァ・オーストリア・スロヴァキア・ハンガリー）を結ぶメインルートに復帰している。

## 歴史

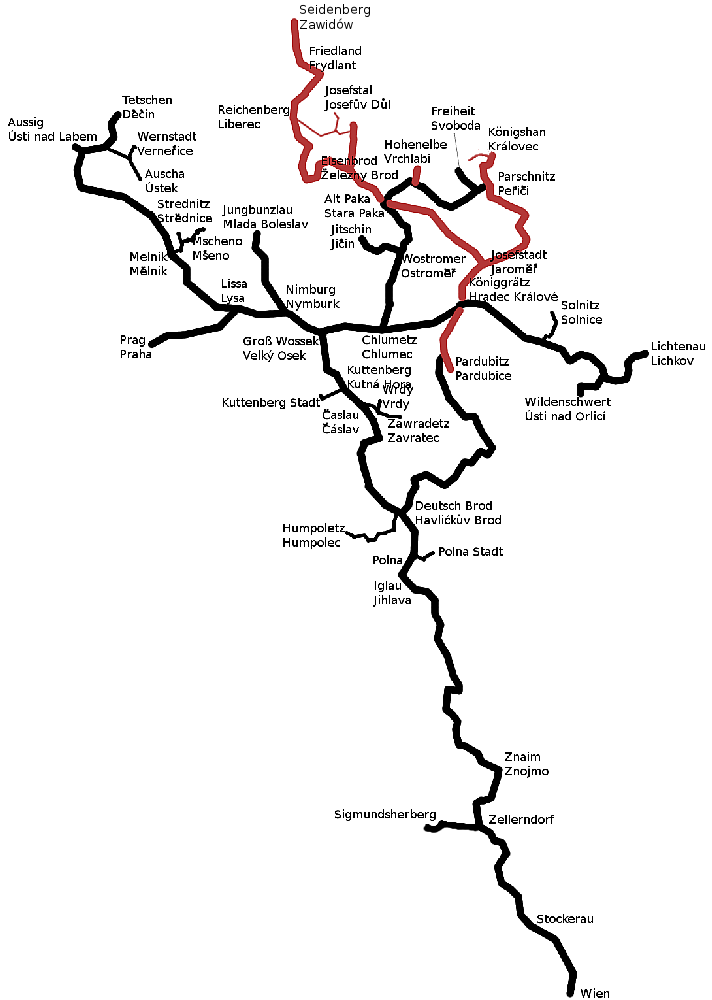
オーストリア北西部鉄道の路線網。赤線はドイツ南北連結鉄道（k.k. privilegierte Süd-Norddeutsche Verbindungsbahn, SNDVB）の路線

1869年12月6日にコリーン - ゴルチューフ＝イェニーコフ区間が、1870年12月21日にゴルチューフ＝イェニーコフ - ハヴリーチクーフ・ブロド区間がそれぞれ開通された。その間の1870年7月26日にオーストリア北西部鉄道会社は2400万グルデンの資本金で帝国特任株式会社（k.k. privilegierte Aktiengesellschaf）として設立された。
1908年の国有化以降、この路線は他の北西部鉄道路線と同じく帝国鉄道に属することとなった。1918年にはチェコスロバキア国営鉄道がこの路線を引き受けた。
1965年11月にクトナー・ホラ - コリーン区間に3000 Vの直流の電車線が、同年12月にはイフラヴァ - クトナー・ホラ区間に25000 Vの交流の電車線がそれぞれに設備された。

## 運行形態

### 特急「リフリーク(R)」
- ヴィソチナ号：　プラハ～コリーン～ハヴリーチクーフ・ブロド～ブルノ
2時間間隔で運行されている。コリーン以西は011号線、ハヴリーチクーフ・ブロド以東は250号線に直通する。

- ヴィソチナ号：　プラハ～コリーン～ハヴリーチクーフ・ブロド～イフラヴァ　【土曜・休日運行】
週1往復運行されている。コリーン以西は011号線、ハヴリーチクーフ・ブロド以東は225号線に直通する。
2019年以前は、一日1往復運行していた。

### 快速「スピェシニー(Sp)」
- ヴルフリツェ号：　プラハ - コリーン - クトナーホラ　【夏季の平日運行】
夏季の平日限定で、朝・夕方・夜に限り運行する。コリーン以西は011号線に直通する。
過去の運行系統
2019年度に運行を開始した。通年、平日のみの運行であった。愛称名は「ヴルフリツェ」だが、一部に限りサーザヴァ号を名乗っていた時期もあった。
2021年春より運行を休止。
2023年7月に、一日5往復の運行を再開した。
2025年度より、夏季の平日限定で、朝・夕方・夜の運行となる予定。

- 過去の運行系統
  - チャースラフ → コリーン
2019年末に、一日あたり平日片道2本、休日片道1本の運行を開始した。当初はコリーン以北231号線に直通していた。停車駅は特急と同じだが、休日と、夏季に限り平日の1本が、各駅に停車していた。
2023年度よりコリーン止まりとなった。
2023年度限りで運行休止。平日の2本に限り、チャースラフ始発の普通列車に置き換えられた。

### 普通
- ジヂャール - ハヴリーチクーフ・ブロド - コリーン
2時間に1本の運行。休日は日中4時間間隔が空く時間帯もある。ハヴリーチクーフ・ブロド以東は250号線に直通する。早朝と日中の片道計2本が225号線のイフラヴァまで直通する。全列車がペルクノフとポフレヂを通過する。また、コリーン～クトナーホラ間には011号線、231号線、235号線の一部が乗り入れる。
過去の運行形態
2019年以前は、250号線直通列車が一日1往復のみの運行で、また大部分が各駅に停車していた。イフラヴァ直通は早朝の一日1本のみであった。
2020年度より、原則250号線直通となった。ペルクノフとポフレヂが全列車通過、オクロウフリツェが一日2往復を除き通過となった。
2024年度より、全列車オクロウフリツェ停車となった。

- ハヴリーチクーフ・ブロド - スヴェトラー - レデチ
2時間に1本の運行。スヴェトラー以西は212号線に直通する。
2019年以前は、一日3-4往復のみの運行であった。

### 臨時列車
- 聖アグネス祭号（快速）
蒸気機関車。夏の年1日のみ、プラハ - コリーン - チャースラフ - ジレビ間に、1往復の運行。コリーン以西は011号線に、チャースラフ以東は236号線に直通する。停車駅は特急と同じ。2018年運行。

- イフラヴァ高校100周年号（特急）
夏の年1日のみ、プラハ・ホレショヴィツェ - イフラヴァ間に、1往復の運行。リベニ以西は091号線に、ハヴリーチクーフ・ブロド以東は225号線に直通する。230号線内は、リベニとブロドを含め全駅を通過する。

### かつての運行種別
- 超特急「レイルジェット(railjet)」
  - ヴィンドボナ号：　グラーツ - ウィーン - ホレショヴィツェ - ヂェチーン
2020年春以降、010号線から運行ルートが変更され[2]、一日1往復運行していた。ブロド以東は250号線に、リベニ以北は、091号線経由で090号線に直通していた。プラハ・ホレショヴィツェからブルノまでノンストップであった。
2023年7月以降、再び010号線経由に振り替えられた[3]。
  - ヴィンドボナ号：　グラーツ - ウィーン - プラハ
  - ブルニェンスキー・ドラク号：　ブルノ → プラハ
2020年春以降、010号線から運行ルートが変更され[2]、ベルリン発着便も合わせて、2時間に1本運行していた。ブロド以東は250号線に直通していた。コリーンに停車し、コリーンからブルノ・クラーロヴォ・ポレまでノンストップであった。
2023年7月以降、再び010号線経由に振り替えられた[3]。

- 超特急「ユーロシティ(EC)」
  - フンガリア号：　ハンブルク - プラハ - ブダペスト
2023年度の冬・春に限り、一日1往復運行していた。コリーンを通過し、プラハ・ホレショヴィツェからブルノまでノンストップであった。ブロド以東は250号線に直通していた。リベニ以北091号線経由で090号線に直通していた。2023年7月以降、010号線経由に振り替えられた[3]。
  - メトロポリタン号：　プラハ - ブダペスト
  - メトロポリタン・スロヴェンスカー・ストレラ号：　プラハ - ブラチスラヴァ
2020年春以降、010号線から運行ルートが変更され[2]、2時間間隔で運行していた。ブロド以東は250号線に直通していた。コリーンからブルノ・クラーロヴォ・ポレまでノンストップであった。
2023年7月以降、再び010号線経由に振り替えられた[3]。

- 超特急「インターシティ(IC)」
  - メトロポル号：　プラハ - ブダペスト
2020年春以降、010号線から運行ルートが変更され[2]、一日1往復運行していた。ブロド以東は250号線に直通していた。コリーンからブルノ・クラーロヴォ・ポレまでノンストップであった。リベニは東行に限り停車していた。
2023年7月以降、再び010号線経由に振り替えられた[3]。

- 超特急「レギオジェット(RJ)」
  - ブラチスラヴァ/ウィーン - ブロド - プラハ
2020年春以降、010号線から運行ルートが変更され[2]、2時間に1本運行していた。ブロド以東は250号線に直通していた。コリーンからハヴリーチクーフ・ブロドまでノンストップであった。
2023年7月以降、大部分が再び010号線経由に振り替えられ[3]、夏季限定で一日1往復の運行となった。2023年秋以降は運行していない。

## 駅一覧
以下では、チェコ国鉄230号線の駅と営業キロ、停車列車、接続路線などを一覧表で示す。
- 種別
  - R：特急
  - Sp：快速
  - Os：普通
- 停車駅
  - ■印：全列車停車
  - ●印：大部分停車、一部通過
  - ｜印：全列車通過

| 230                                 | ハヴリーチクーフ・ブロド駅                       | -   | ウィーンから 224.1 | ハヴリーチクーフ・ブロドから 0.0 | ■  |    | ■ | 225号線（イフラヴァ方面）、237号線（フンポレツ方面） 238号線（フリンスコ方面）、250号線（ブルノ方面） | ヴィソチナ州   | ハヴリーチクーフ・ブロド郡 |
| 230                                 | ハヴリーチクーフ・ブロド・ペルクノフ駅           | 4.2 | 228.3              | 4.2                              | ｜ |    | ● | | ヴィソチナ州   | ハヴリーチクーフ・ブロド郡 |
| 230                                 | オクロウフリツェ駅                               | 4.6 | 232.9              | 8.8                              | ｜ |    | ■ | | ヴィソチナ州   | ハヴリーチクーフ・ブロド郡 |
| 230                                 | ポフレヂ駅                                       | 3.4 | 236.3              | 12.2                             | ｜ |    | ● | | ヴィソチナ州   | ハヴリーチクーフ・ブロド郡 |
| 230                                 | スヴェトラー・ナド・サーザヴォウ駅               | 3.6 | 239.9              | 15.8                             | ■  |    | ■ | 212号線（チェルチャニ方面） | ヴィソチナ州   | ハヴリーチクーフ・ブロド郡 |
| 230                                 | スヴェトラー・ナド・サーザヴォウ・ヨセフォドル駅 | 2.9 | 242.8              | 18.7                             | ｜ |    | ■ | | ヴィソチナ州   | ハヴリーチクーフ・ブロド郡 |
| 230                                 | サーザフカ駅                                     | 5.0 | 247.8              | 23.7                             | ｜ |    | ■ | | ヴィソチナ州   | ハヴリーチクーフ・ブロド郡 |
| 230                                 | レシチナ・ウ・スヴェトレー駅                     | 4.0 | 251.8              | 27.7                             | ｜ |    | ■ | | ヴィソチナ州   | ハヴリーチクーフ・ブロド郡 |
| 230                                 | ノヴァー・ヴェス・ウ・レシチニ駅                 | 2.6 | 254.4              | 30.3                             | ｜ |    | ■ | | ヴィソチナ州   | ハヴリーチクーフ・ブロド郡 |
| 230                                 | ヴルカネチ駅                                     | 2.7 | 257.1              | 33.0                             | ｜ |    | ■ | | 中央ボヘミア州 | クトナーホラ郡             |
| 230                                 | ゴルチューフ・イェニーコフ町駅                   | 7.0 | 264.1              | 40.0                             | ■  |    | ■ | | ヴィソチナ州   | ハヴリーチクーフ・ブロド郡 |
| 230                                 | ゴルチューフ・イェニーコフ駅                     | 3.0 | 267.1              | 43.0                             | ｜ |    | ■ | | ヴィソチナ州   | ハヴリーチクーフ・ブロド郡 |
| 230                                 | ホルキ・ウ・チャースラヴィ駅                     | 4.7 | 271.8              | 47.7                             | ｜ |    | ■ | | 中央ボヘミア州 | クトナーホラ郡             |
| 230                                 | チャースラフ駅                                   | 6.4 | 278.2              | 54.1                             | ■  |    | ■ | 236号線（トルジェモシニツェ方面） | 中央ボヘミア州 | クトナーホラ郡             |
| 230                                 | トルジェベシツェ駅                               | 4.9 | 283.1              | 59.0                             | ｜ |    | ■ | | 中央ボヘミア州 | クトナーホラ郡             |
| 230                                 | チールクヴィツェ駅                               | 1.5 | 284.6              | 60.5                             | ｜ |    | ■ | | 中央ボヘミア州 | クトナーホラ郡             |
| 230                                 | クトナー・ホラ本駅                               | 3.0 | 287.6              | 63.5                             | ■  | ■  | ■ | 235号線（ズルチ方面） | 中央ボヘミア州 | クトナーホラ郡             |
| 230                                 | フリーゾフ駅                                     | 2.8 | 290.4              | 66.3                             | ｜ | ｜ | ● | | 中央ボヘミア州 | クトナーホラ郡             |
| 230                                 | コリーン駅                                       | 7.9 | 298.3              | 74.2                             | ■  | ■  | ■ | 010号線（トルジェボヴァー方面）、014号線（レデチコ方面） 231号線（ウースチー/ルンブルク/トルトノフ方面） | 中央ボヘミア州 | コリーン郡                 |
| この間の各駅は011号線の項目を参照。 |                                                  |     |                    |                                  |    |    |   | |                |                            |
| 011                                 | リベニ駅                                         |     |                    | 131.0                            | ■  | ■  |   | 011号線（プラハ・マサリク駅方面） 091号線（ロズトキ/ホスチヴァルジ方面） | プラハ市       | プラハ市                   |
| 011                                 | プラハ本駅                                       |     |                    | 136.6                            | ■  | ■  |   | 070号線（ボレスラフ方面）、090号線（ベルリン方面） 122号線（ルドナー方面）、171号線（ミュンヘン方面） 210号線（ドブルジーシ方面）、221号線（ブヂェヨヴィツェ方面） 地下鉄C線（ラードヴィー方面、ハーイェ方面） | プラハ市       | プラハ市                   |